# Thermonectus marmoratus
Thermonectus marmoratus là một loài bọ cánh cứng trong họ Bọ nước. Loài này được Gray miêu tả khoa học năm 1831.

## Mô tả
Bọ trưởng thành đạt đến chiều dài tối đa khoảng một cm, với con cái lớn hơn một chút so với con đực. Bọ cánh cứng có cánh màu đen, viền màu trắng quanh cánh và các đốm vàng vàng hoặc vàng. Nam giới có một đĩa hút trên mỗi đầu. 

## Hành vi và phân bố
Bọ cánh cứng nâu Sunburst sống trong ao hồ và bơi tốt. Khi nguồn nước của chúng cạn kiệt, chúng sẽ bay tới một vị trí mới.
Loài bọ cánh cứng này được tìm thấy ở cực Nam California, Arizona, New Mexico, Texas và Mexico, đòi hỏi ít nhất một nguồn nước tạm thời. Được thấy ở Moab, Utah.

## Chế độ ăn
Trong tự nhiên, những con bọ cánh cứng này rất hữu ích vì chúng ăn động vật không xương sống khác bao gồm ấu trùng muỗi và ấu trùng. Người ta cũng quan sát thấy cả đàn bọ này bu lấy con mồi và ăn. Trong điều kiện nuôi nhốt, những con bọ cánh cứng này ăn cá và thức ăn cá sống.

## Hình ảnh

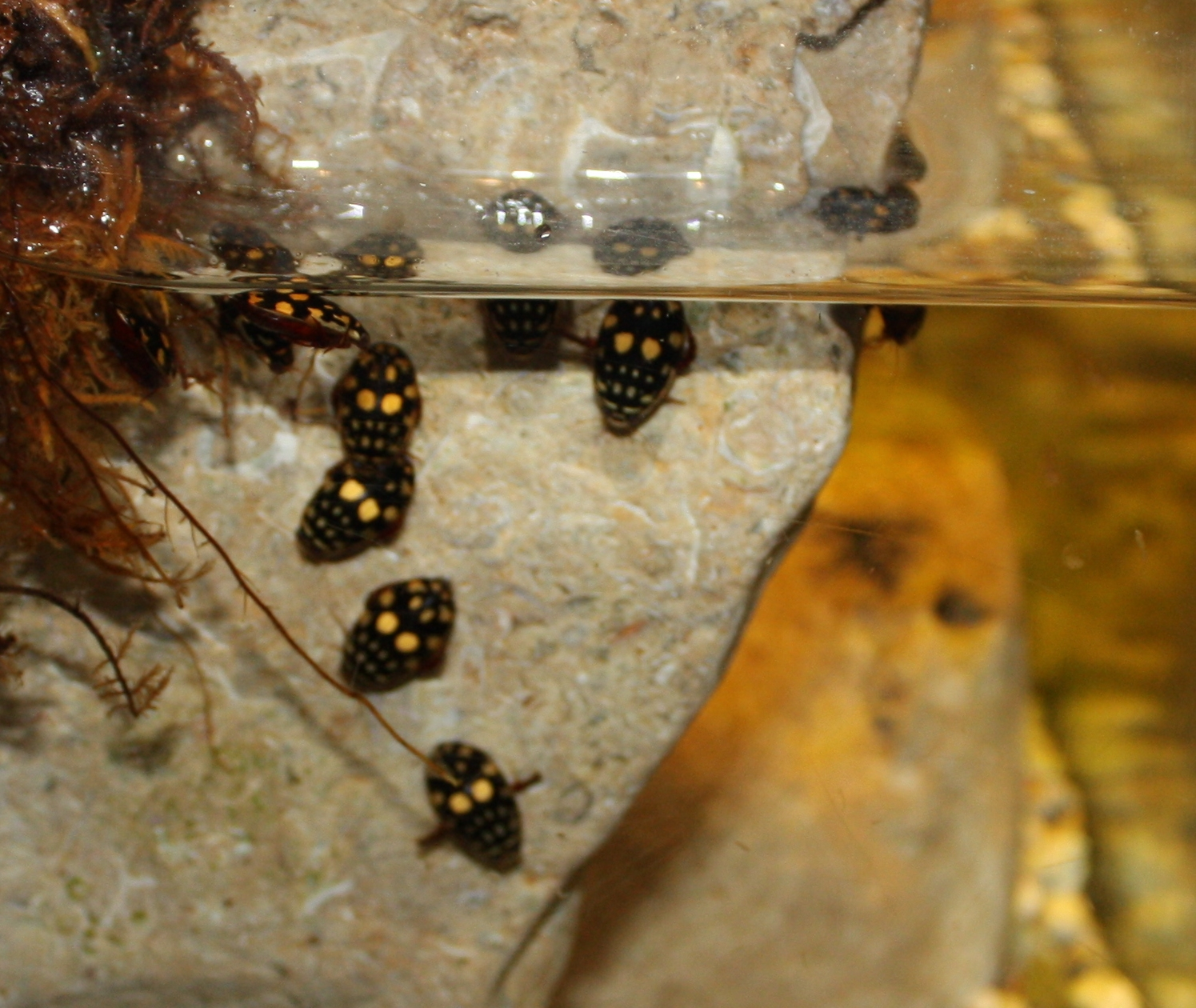
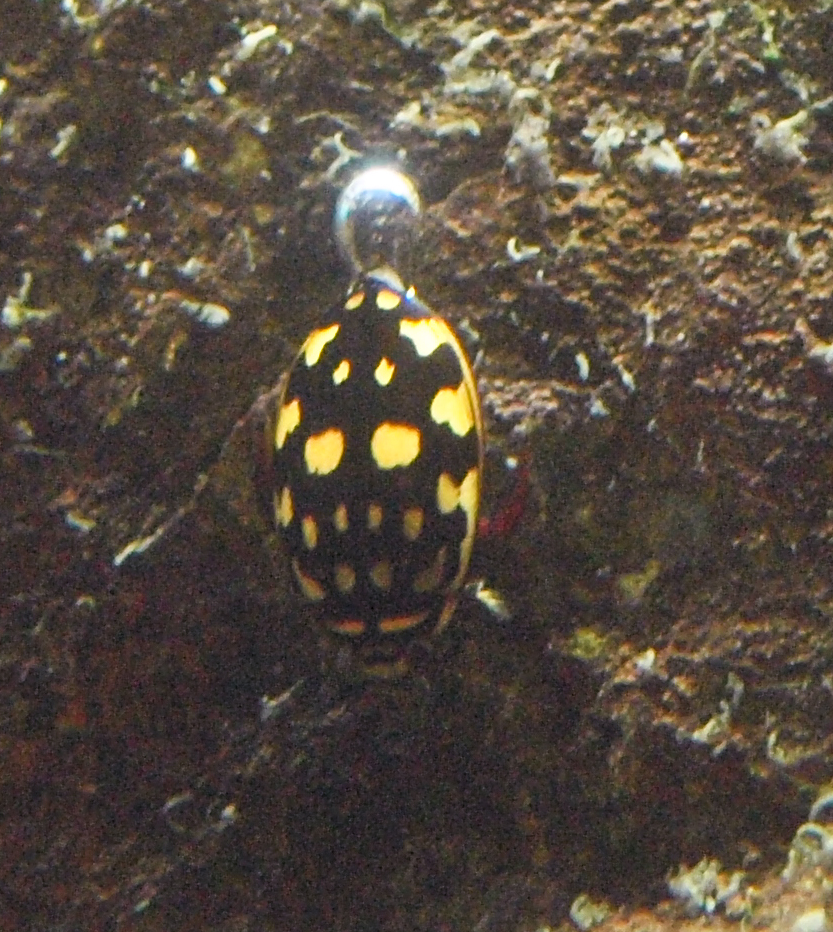